# Gomphandra capitulata
Gomphandra capitulata là một loài thực vật có hoa trong họ Stemonuraceae. Loài này được (Jungh. & de Vriese) Becc. mô tả khoa học đầu tiên năm 1877.